# Spoorlijn Hamburg Hauptbahnhof - Hamburg Diebsteich
De spoorlijn Hamburg Hbf - Hamburg Diebsteich is een ondergrondse spoorlijn in de Duitse stad Hamburg. De tunnel is 5380 m lang, en loopt tussen Hamburg Hauptbahnhof en station Hamburg-Altona onder de Hamburgse binnenstad en verder door naar station Hamburg Diebsteich. Het traject is als spoorlijn 1270 onder beheer van DB Netze. De treinen van de S-Bahn maken gebruik van dit traject.

## Geschiedenis
Het traject werd door de Deutsche Bahn in fases geopend:
- 1 juni 1975: Hauptbahnhof - Landungsbrücken
- 19 april 1979: Landungsbrücken - Altona

## Treindiensten
De Deutsche Bahn verzorgt het personenvervoer op dit traject met S-Bahn treinen.
| Serie | Treinsoort        | Route | Bijzonderheden |
| ----- | ----------------- | --- | -------------- |
|       | S-Bahn (DB Regio) | Hamburg Airport – /Poppenbüttel – Ohlsdorf – Barmbek – Berliner Tor – Hauptbahnhof – Altona – Blankenese – Wedel |                |
|       | S-Bahn (DB Regio) | Pinneberg – Elbgaustraße – Eidelstedt – Altona – Hauptbahnhof – Harburg – Harburg Rathaus – Neugraben            |                |

## Aansluitingen
In de volgende plaatsen is of was er een aansluiting op de volgende spoorlijnen:
Hamburg Hauptbahnhof
DB 1120, spoorlijn tussen Lübeck en Hamburg
DB 1241, spoorlijn tussen Hamburg Hauptbahnhof en Hamburg-Poppenbüttel
DB 1244, spoorlijn tussen Hamburg Hauptbahnhof en Aumühle
DB 1245, spoorlijn tussen de aansluiting Rothenburgsort en Hamburg Hauptbahnhof
DB 1250, spoorlijn tussen de aansluiting Norderelbbrücke en Hamburg Hauptbahnhof
DB 1240, spoorlijn tussen Hamburg Hauptbahnhof en Hamburg-Altona
DB 1271, spoorlijn tussen Hamburg Hauptbahnhof en Hamburg-Neugraben
DB 2200, spoorlijn tussen Wanne-Eickel en Hamburg
DB 6100, spoorlijn tussen Berlijn en Hamburg
Hamburg-Altona
DB 1220, spoorlijn tussen Hamburg-Altona en Kiel
DB 1222, spoorlijn tussen Hamburg-Altona Kai en Hamburg-Altona
DB 1224, spoorlijn tussen Hamburg-Altona en Hamburg-Blankenese
DB 1231, spoorlijn tussen Hamburg-Altona en Hamburg-Langenfeld
DB 1240, spoorlijn tussen Hamburg Hauptbahnhof en Hamburg-Altona
DB 6100, spoorlijn tussen Berlijn en Hamburg
Hamburg Diepsteich
DB 1225, spoorlijn tussen Hamburg Holstenstraße en Pinneberg

## Elektrische tractie
De S-Bahn van Hamburg maakt op dit traject gebruik van een stroomrail. Dit net heeft een spanning van 1200 volt.